# 1ª Brigata di difesa territoriale "Ivan Bohun"
La 1ª Brigata autonoma di difesa territoriale "Ivan Bohun" (in ucraino 1-ша окрема бригада територіальної оборони імені Івана Богуна?, 1-ša okrema bryhada terytorial'noї oborony imeni Ivana Bohuna, unità militare A4044) è un'unità di fanteria leggera delle Forze di difesa territoriale.

## Storia
La brigata è stata creata pochi giorni dopo l'inizio dell'invasione russa dell'Ucraina del 2022 come 1ª Brigata operazioni speciali "Ivan Bohun" (in ucraino 1-ша бригада спеціального призначення?, 1-ša bryhada special'noho pryznačennja) delle Forze terrestri ucraine, inizialmente articolata su tre battaglioni. È dedicata al polkovnik dell'Etmanato cosacco Ivan Bohun, amico e stretto collaboratore dell'atamano Bohdan Chmel'nyc'kyj durante le guerre contro la Russia del XVII secolo. Si tratta della seconda unità delle Forze armate ucraine dedicata a questo personaggio, dopo la 14ª Brigata operativa della Guardia nazionale.
La brigata preso parte alle ostilità fin dai primi mesi del conflitto, contribuendo alla liberazione dell'oblast' di Žytomyr dopo la ritirata russa dall'Ucraina settentrionale e venendo successivamente impiegata nella regione di Cherson. A partire da maggio è stata schierata in Donbass, prendendo parte alle battaglie difensive presso Popasna e Lyman. Il 1º giugno è stato formato un quarto battaglione in seno alla brigata, il 518º "Dyke Pole". Nel settembre 2022 ha preso parte alla controffensiva ucraina nella regione di Charkiv, contribuendo alla liberazione di diversi villaggi fra Balaklija e Izjum. All'inizio di novembre è stata nuovamente schierata nell'oblast' di Cherson, dove ha partecipato alla controffensiva nell'Ucraina meridionale, liberando numerosi insediamenti lungo la sponda occidentale del Dnepr. Nei mesi successivi è stata trasferita nell'oblast' di Luhans'k, venendo schierata in particolare nel settore di Kreminna. Alla fine di novembre 2023 è stata trasferita sul fianco nord del settore di Bachmut, venendo sostituita dalla 60ª Brigata meccanizzata.
Il 6 febbraio 2024 il comandante del 518º Battaglione "Dyke Pole", maggiore Andrij Malachov, è stato destituito e preso in custodia in quanto sospettato di diffusione non autorizzata di informazioni militari. Il reparto è quindi stato sciolto, e il personale riassegnato al 150º Battaglione da ricognizione del 9º Corpo d'armata. All'inizio di maggio la brigata è stata trasferita alle Forze di difesa territoriale, e il suo equipaggiamento pesante, comprendente artiglieria e carri armati, è stato riassegnato ad altre unità dell'esercito. A luglio è stata ufficialmente rinominata 1ª Brigata di difesa territoriale "Ivan Bohun".

## Struttura
- Comando di brigata[12]
- 43º Battaglione di difesa territoriale (unità militare A4080)[13]
- 515º Battaglione di difesa territoriale (unità militare A4587)[14]
- 516º Battaglione di difesa territoriale (unità militare A4626)[15]
- 517º Battaglione di difesa territoriale "Hajdamaky" (unità militare A4025)[16]
- 518º Battaglione operazioni speciali "Dyke Pole" (sciolto nel 2024)
- Compagnia sistemi senza pilota "Sciame Nero"
- Compagnia ricognizione
- Compagnia genio
- Compagnia logistica
- Compagnia comunicazioni
- Compagnia guerra elettronica
- Compagnia medica
- Batteria contraerea
- Batteria mortai

## Comandanti
- Colonnello Oleh Umins'kyj (marzo 2022 - febbraio 2024)[17]
- Colonnello Volodymyr Biljuk (febbraio 2024 - in carica)[18]